# 加護山製錬所

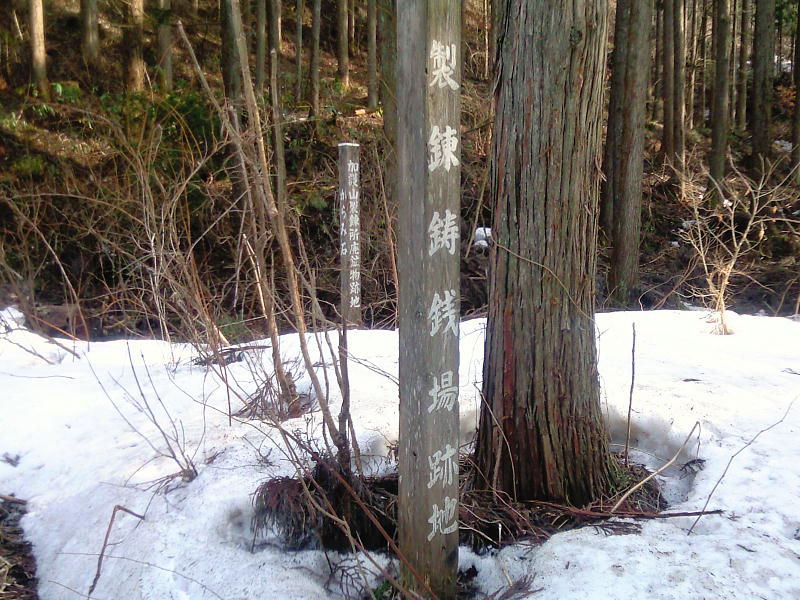
加護山製錬所の鋳銭場跡

加護山製錬所（かごやませいれんじょ）とは、秋田県能代市二ツ井地域に江戸時代から明治時代にあった製錬所である。

## 概要
能代市二ツ井地域の東部、米代川と藤琴川の合流点近くにあり、「籠山」とも書かれた。現在は建物はなく、杉木立の中に鍰が落ちている土地になっていて貯水池の跡や石垣の跡地が残っている。加護山製錬所の西には藤琴川が迫り、東側には急坂のきみまち阪が立ちふさがっており、平坦な土地は南北に細長い。東の坂の途中に加護山神社がある。この急な坂は現在きみまち阪の第二駐車場まで続いており、江戸時代ではこの道が米代川がやや増水したときに羽州街道として使用された。
久保田藩の銅は大坂で珍重された。それは精製技術が進んでいなかったため、秋田からの銅には多量の銀が混入していたからである。そこで、久保田藩は平賀源内を始め技術者を招聘した。さらに、南蛮吹きの技術で藩内で銀を生産するためこの加護山製錬所を作った。阿仁鉱山や太良鉱山などから川を利用して鉱石を運び、銀や銅、鉛を生産した。阿仁鉱山付近では銅の生産に必要な燃料がやっと確保できる状況であり、燃料を求めやすい新しい場所が必要であった。藤琴川上流には燃料を確保できる山林が豊富で、船便での運搬が可能であり、また、阿仁鉱山の銅の製錬には欠くことができない鉛を太良鉱山から確保できた。
1773年、久保田藩の江戸藩邸御用人の太田伊太夫は医師千賀道隆宅を訪れたところ、そこに平賀源内と吉田理兵衛が偶然居合わせていた。そこで、太田は平賀源内と吉田から「秋田の銅山には銀が取り残されているのではないか。だから大阪の商人たちが秋田の銅を珍重するのだ」と言われる。太田はさっそく藩にこのことを上申した。久保田藩では平賀と吉田を秋田に呼び寄せることにした。ただ、彼らは幕府から当時の最新技術である「南蛮絞り」は伝授してはいけないと厳命されていた。彼らは久保田藩に来訪し、院内鉱山や阿仁鉱山、加護山製錬所を廻り指導を行った。彼らが加護山製錬所に来訪した詳しい日程を特定できる資料はまだない。彼らの指導はそれほど効果はなかったとする資料もあるが、吉田理兵衛の父は子の功績により生涯十人扶持をあたえられている事実もあり、一定の効果はあったのではないかとされている。
1774年に太田伊太夫は平賀と吉田から伝授されなかった南蛮吹きの方法を知るために、大坂に派遣された。太田は大坂で一族が秋田の鉱山を経営していて、秋田との縁が深い大坂屋久左衛門に密かに頼み、秋田に技術を伝授させることを了承させた。大坂屋は手代善右衛門らを秋田に派遣し1775年7月から新技術による製錬所の建設が始まり、1775年12月10日から本格的な「南蛮吹き法」による銀や銅の生産が始まった。
その後、最盛期の慶応年間（1865年 - 1868年）には人夫小屋が48軒、400人前後の人々が暮らす別天地となっていた。
加護山製錬所にはいくつかの文献・資料が残されており、秋田県立図書館には「長浜屋源左衛門 上書 平賀源内 吉田理兵衛秋田へ招く事」「羽州加護山 銀絞方大意」「加護山製錬所作業絵図」「加護山銀絞方法」などの文書が残されている。美しく彩色された絵図は当時の製錬所の仕事を生き生きと描いている。
加護山製錬所では多彩な貨幣が密造・鋳造された。これは久保田藩内だけ又は阿仁鉱山、加護山製錬所、太良鉱山のみの通用銭であったが、藩の財政維持に大きく寄与した。昭和初期までは「阿仁銭」とも言われたが、文献の発見等により加護山で鋳造されたことが明らかになっている。全国で密鋳に利用された銭座は多数あるが、確証があるのは久保田藩の加護山銭座だけであると言われている。また、品度が高い十種におよぶ多彩な貨幣が鋳造されているのは全国随一とも言われている。それゆえ、全国の貨幣収集家からも注目されている。この密鋳は1862年から1870年まで行われた。
加護山製錬所からは実際に鋳造銭が出土している。また、英国製ルツボや顕微鏡部品、銅の聖母像なども出土していて、明治初期の外国人技師の存在が裏付けられる。
1869年5月、明治新政府は貨幣の全国統一制度を目指して、各藩ごとの藩札や鋳貨製造を禁止する。そして、それまでの製造については不問にするが、以後のものについては厳罰にのぞむことを明らかにし、各藩に監督使を派遣した。1870年8月に監督使の岩男権正が秋田に赴任すると1月まで密造していたと密告する者がいた。これは、藩財政担当を陥れる派閥抗争であるとされるが、いずれにせよ「秋田の偽金事件」として中央で大問題となった。1871年に判決が出て佐藤時之助と大山治右衛門は「準流十年」となった。佐藤は判決の16日前に獄死しており、責任を一人で負う覚悟の自殺とも言われている。大山は翌年獄中で病死した。

## 歴史
- 享保年間1716年 - 1735年に阿仁銅山の粗銅を大阪に売るために創設されたとされるが、創設を特定できる資料はまだない。
- 1764年 以降久保田藩の阿仁鉱山経営は思うようにいかず、毎年運営費を幕府から借金するありさまであった。
- 1773年 久保田藩は阿仁鉱山と加護山製錬所に平賀源内と吉田理兵衛を招き、銅から銀を産出する指導を受けた。
- 1774年 久保田藩は大坂屋手代善右衛門を招く[3]。
- 1775年 善右衛門らから「南蛮絞り」の指導を受け、加護山製錬所が建てられた。生産は請負制だった[3]。
- 1809年 大阪屋が引き上げ、久保田藩直営になる。
- 1843年 船遊亭扇橋は加護山製錬所に数度逗留し、『奥のしをり』に加護山の絵図と記録を残している[6]。
- 1862年 銭座が作られ、久保田藩の貨幣が鋳造された。
- 1868年 戊辰戦争の秋田戦争で、加護山製錬所には須田政三郎隊が布陣した。
- 1873年 小野組の経営となった。
- 1874年 秋田県の経営となった。
- 1875年 明治政府の直営となった。
- 1880年 鉱山技師のドイツ人メッケルが加護山製錬所に滞在。技術指導を行っている。
- 1881年 7月8日原敬が視察する。年額で銅360t、鉛270t、銀4〜5tと記録されている。
- 1881年 9月14日明治天皇の東北巡幸の際に、同行していた北白川宮能久親王は加護山製錬所を訪問し、技師長メッケルと会った。
- 1885年 古河鉱業に払い下げとなった。
- 1894年 古河鉱業は向能代に東雲製錬所を建設し、加護山製錬所は廃止された。

## 参考資料
- 町史資料 加護山製錬所、秋田県二ツ井町
- 秋田県広報協会奈良環之助「秋田画人伝(8)小田野直武」『あきた 通巻20号』